# PBCom Tower
La PBCom Tower est un gratte-ciel de bureaux situé aux Philippines.
Construit entre 1998 et 2000 par Samsung C&T, il est situé au 6795 Ayala Avenue.